# 유라이아 셸턴

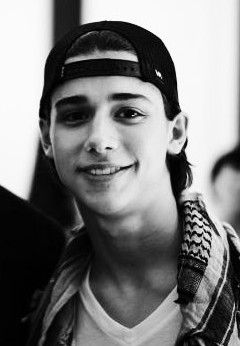
Shelton (2015)

유라이아 셸턴(영어: Uriah Shelton, 1997년 3월 10일 ~ )은 미국의 배우, 가수이다.
텍사스주 댈러스에서 태어났다.

## 영화
- 워리어스 게이트 (2016년) - 잭 브론슨 역
- 엑시트 19 (2010년)
- 알라바마 문 (2009년) - 킷 역
- 내니 익스프레스 (2008년)
- 로어 러닝 (2008년)